# Nemoria hudsonaria
Nemoria hudsonaria är en fjärilsart som beskrevs av Taylor 1906. Nemoria hudsonaria ingår i släktet Nemoria och familjen mätare. Inga underarter finns listade i Catalogue of Life.